# Белфаст (Мэн)
Белфаст (англ. Belfast) — город в штате Мэн, США. Он является окружным центром округа Уолдо. В 2010 году в городе проживало 6668 человек.

## География
Город находится на берегу залива Пенобскот. Согласно бюро переписи населения США, общая площадь города — 99,38 км², из которых: 88,16 км² — земля и 11,21 км² (9,2 %) — вода.

## История
Белфаст был основан в 1770 году шотландскими и ирландскими семьями из Лондондерри, Нью-Гэмпшир. В 1868 году началось строительство железной дороги через город. В 1865 и 1873 годах в нижнем городе произошли два пожара

## Население
По данным переписи 2010 года население Белфаста составляло 6668 человек (из них 46,2 % мужчин и 53,8 % женщин), было 3049 домашних хозяйства и 1729 семей. Расовый состав: белые — 96,7 %, афроамериканцы — 0,5 %, коренные американцы — 0,4 %, азиаты — 0,4 и представители двух и более рас — 1,8 %.
Из 3049 домашних хозяйств 41,4 % представляли собой совместно проживающие супружеские пары (12,5 % с детьми младше 18 лет), в 11,5 % домохозяйств женщины проживали без мужей, в 3,8 % домохозяйств мужчины проживали без жён, 43,3 % не имели семьи. В среднем домашнее хозяйство вели 2,14 человека, а средний размер семьи — 2,73 человека. В одиночестве проживали 35,9 % населения, 17,8 % составляли одинокие пожилые люди (старше 65 лет).
Население города по возрастному диапазону распределилось следующим образом: 19,9 % — жители младше 18 лет, 58,2 % — от 18 до 65 лет и 21,9 % — в возрасте 65 лет и старше. Средний возраст населения — 46,9 года. На каждые 100 женщин приходилось 85,8 мужчин, при этом на 100 совершеннолетних женщин приходилось уже 80,7 мужчин сопоставимого возраста.
В 2014 году из 5174 трудоспособных жителей старше 16 лет имели работу 2610 человек. При этом мужчины имели медианный доход в 43 850 долларов США в год против 31 705 долларов среднегодового дохода у женщин. В 2014 году медианный доход на семью оценивался в 51 530 $, на домашнее хозяйство — в 34 205 $. Доход на душу населения — 23 197 $. 17,4 % от всего числа семей и 27,1 % от всей численности населения находилось на момент переписи за чертой бедности.
Динамика численности населения:
|  |